# Webb, Alabama
Webb là một thị trấn thuộc quận Houston, tiểu bang Alabama, Hoa Kỳ. Dân số năm 2009 là 1395 người, mật độ đạt 47 người/km².